# Garjak
Garjak falu Horvátországban Split-Dalmácia megyében. Közigazgatásilag Vrlikához tartozik.

## Fekvése
Splittől légvonalban 43, közúton 72 km-re északra, községközpontjától  5 km-re délkeletre, a Peruča-tó északi partján egy kis félszigeten fekszik. A félsziget keleti partját a tóba ömlő Cetina-folyó képezi. Településrészei: Čubrice, Garjački Mlini, Matkovine, Modraš, Pometenik, Sutina és Šušnjar.

## Története
Ez a vidék 1688-ban Knin velencei ostromával egy időben szabadult fel a török uralom alól. Ezt követően Boszniából és Hercegovinából érkezett új keresztény lakosság, köztük mintegy háromszáz pravoszláv család települt át Vrlika környékére. Ők voltak a mai lakosság ősei. Az 1714-ben kitört velencei-török háború során rövid időre újra török kézre került, de a háború végén 1718-ban az új határt már a Dinári-hegységnél húzták meg és ezzel végleg velencei kézen maradt. 1797-ben a Velencei Köztársaság megszűnésével a település a Habsburg Birodalom része lett. 1806-ban Napóleon csapatai foglalták el és 1813-ig francia uralom alatt állt. Napóleon bukása után ismét Habsburg uralom következett, mely az első világháború végéig tartott. 1857-ben 601, 1910-ben 854 lakosa volt. Az I. világháború után rövid ideig az Olasz Királyság, ezután a Szerb-Horvát-Szlovén Királyság, majd Jugoszlávia része lett. A második világháború idején olasz csapatok szállták meg. A háború után a település a szocialista Jugoszlávia része lett. A település házainak többsége régen a Cetina partján állt. Amikor 1958-ban egy gáttal elzárták a folyót és ezzel kialakították a Peruča-tavat az elárasztott területről a lakosságot kiköltözették. A lakosság többsége ekkor a faluból is elvándorolt, a falu népesség kevesebb, mint a felére csökkent. 1991-től a független Horvátországhoz tartozik. Ekkor lakosságának 85 százaléka horvát, 5 százaléka szerb nemzetiségű volt. A délszláv háború során szerb lakói csatlakoztak a Krajinai Szerb Köztársasághoz, a többségi horvát lakosság pedig elmenekült. 1995. augusztus 6-án a „Vihar” hadművelet során foglalták vissza a horvát csapatok. Lakossága 2011-ben 88 fő volt. A katolikus hívek a vrlikai plébániához tartoznak.

## Lakosság
| Lakosság változása | Lakosság változása | Lakosság változása | Lakosság változása | Lakosság változása | Lakosság változása | Lakosság változása | Lakosság változása | Lakosság változása | Lakosság változása | Lakosság változása | Lakosság változása | Lakosság változása | Lakosság változása | Lakosság változása | Lakosság változása |
| ------------------ | ------------------ | ------------------ | ------------------ | ------------------ | ------------------ | ------------------ | ------------------ | ------------------ | ------------------ | ------------------ | ------------------ | ------------------ | ------------------ | ------------------ | ------------------ |
| 1857               | 1869               | 1880               | 1890               | 1900               | 1910               | 1921               | 1931               | 1948               | 1953               | 1961               | 1971               | 1981               | 1991               | 2001               | 2011               |
| 601                | 571                | 541                | 614                | 726                | 854                | 875                | 967                | 790                | 819                | 323                | 247                | 192                | 141                | 87                 | 88                 |

## Nevezetességei
A település előtt található a Peruča-tó legjobb strandja.